# Cúpula triangular giralongada
Em geometria, a cúpula quadrada giralongada é um dos sólidos de Johnson (J22). Como seu nome sugere, pode ser construída giralongando-se uma cúpula triangular (J3) mediante a fixação de um antiprisma hexagonal em sua base. Também pode ser vista como uma bicúpula triangular giralongada (J44) que tenha sido retirada uma cúpula triangular.